# Fra Haifa til Nørrebro
Fra Haifa til Nørrebro er en dansk portrætfilm fra 2010, der er instrueret af Omar Shargawi.
Filmen blev i 2010 tildelt en Robert for årets lange dokumentarfilm.

## Handling
Hver gang Omar Shargawi som dreng spurgte ind til sin palæstinensiske fars historie og familiens flugt fra Palæstina i 1948, lukkede faren af. Siden blev Omar Shargawi filminstruktør, og han besluttede sig for at få sin far til at fortælle sin historie i en dokumentarfilm. Tilblivelsen af filmen blev en terapeutisk proces, hvor instruktøren også udforskede sine egne rødder og baggrund.